# Nycticorax (genre)
Pour les articles homonymes, voir Nycticorax.
Genre
Le genre Nycticorax regroupe des échassiers de la famille des Ardéidés que les anglophones nomment night-herons, soit hérons de nuit. Ils sont appelés bihoreaux en français.

## Liste des espèces
D'après la classification de référence (version 14.1, 2024) de l'Union internationale des ornithologues, il y a 6 espèces (dont 4 éteintes) du genre Nycticorax (ordre philogénique) :
- Nycticorax nycticorax (Linnaeus, 1758) – Bihoreau gris ;
- † Nycticorax olsoni Bourne, Ashmole & Simmons, 2003 – Bihoreau de l'Ascension ;
- † Nycticorax duboisi (Rothschild, 1907) – Bihoreau de la Réunion ;
- † Nycticorax mauritianus (Newton, E & Gadow, 1893) – Bihoreau de Maurice ;
- † Nycticorax megacephalus (Milne-Edwards, 1873) – Bihoreau de Rodrigues ;
- Nycticorax caledonicus (Gmelin, JF, 1789) – Bihoreau cannelle.

Quatre espèces sont éteintes : 
- † Nycticorax olsoni Bourne, Ashmole & Simmons, 2003 – Bihoreau de l'Ascension ;
- † Nycticorax duboisi (Rothschild, 1907) – Bihoreau de la Réunion ;
- † Nycticorax mauritianus (Newton, E & Gadow, 1893) – Bihoreau de Maurice ;
- † Nycticorax megacephalus (Milne-Edwards, 1873) – Bihoreau de Rodrigues.